# Kortejärvi (sjö i Finland, Norra Österbotten, lat 65,88, long 27,63)
Kortejärvi är en sjö i Finland. Den ligger i kommunen Pudasjärvi i landskapet Norra Österbotten, i den norra delen av landet, 600 km norr om huvudstaden Helsingfors. Kortejärvi ligger 191,3 meter över havet. Arean är 57,8 hektar och strandlinjen är 4,16 kilometer lång. Sjön  ingår i Ijo älvs huvudavrinningsområde. 